# 広島市立山田小学校
広島市立山田小学校（ひろしましりつ やまたしょうがっこう）は、広島県広島市西区山田新町にある市立小学校。

## 歴史
- 1979年4月に広島市西区にある古田小学校から分離する形で開校。

## 住所
- 〒733-0853
- 広島県広島市西区山田新町2丁目21-1

## 備考
- 2008年公開の映画『石内尋常高等小学校 花は散れども』のエキストラして広島市立石内小学校の児童とともに出演している。